# Podbřežice
Podbřežice (in tedesco Podbresitz) è un comune della Repubblica Ceca facente parte del distretto di Vyškov, in Moravia Meridionale.